# Reform (Magdeburg)
Reform, Magdeburg-Reform – dzielnica miasta Magdeburg w Niemczech, w kraju związkowym Saksonia-Anhalt.